# Der ballspielende Hund
Der ballspielende Hund (Originaltitel Dumb Witness) ist der 21. Kriminalroman von Agatha Christie. Er erschien zuerst am 5. Juli 1937 im Vereinigten Königreich im Collins Crime Club und später im selben Jahr in den USA bei Dodd, Mead and Company unter dem Titel Poirot Loses a Client. Die deutsche Erstausgabe veröffentlichte der Talverlag (Wien, Leipzig) 1938 in der Übersetzung von Anna Schober.
Es ermittelt Hercule Poirot. Es ist der vorletzte Roman, in dem Arthur Hastings als Erzähler auftritt – der letzte ist der 1975 veröffentlichte Vorhang.

## Einführung
Der Roman spielt in Berkshire. In seinem Zentrum steht Emily Arundell, eine reiche alleinstehende Dame, die gemeinsam mit ihrer Gesellschafterin Miss Lawson lebt und regelmäßig von ihren Nichten und Neffen besucht wird. Sie liegt nach einem Unfall, bei dem sie wahrscheinlich über einen Ball ihres Foxterriers Bob stolperte, verletzt im Bett. Zwei Wochen später stirbt sie dann, wie man vermutet, eines natürlichen Todes. Ihr gesamtes Vermögen geht zur Überraschung ihrer Verwandten an Miss Lawson. In den hinterlassenen Papieren findet sich auch ein Brief an Poirot, in dem sie ihn um Hilfe bittet und der nun mit einiger Verspätung zur Post geht. Poirot kann zwar Emily Arundells Leben nicht mehr retten, befindet sich aber auf der Spur ihres Mörders.

## Handlung
Das Testament, das Miss Lawson zur Alleinerbin macht, wurde von Emily Arundell erst kurz vor ihrem Tod aufgesetzt und niemand im Haus hat davon gewusst. Somit sind alle Verwandten, die vorher die Begünstigten gewesen waren, verdächtig.
Der Hausarzt hat ihren Tod als natürlich eingestuft, weil sie schon seit vielen Jahren leberkrank war. Poirot fährt nach Berkshire und nimmt Kontakt zu Miss Lawson auf, unter dem Vorwand sich für das Arundellsche Haus zu interessieren. Von ihr erfährt er, dass sie und die Tripp-Schwestern an Emily Arundells Todestag gemeinsam mit dieser eine Séance abgehalten hätten, bei der aus Emily Arundells Mund eine leuchtende Gestalt, eine Art Geist, gestiegen sei.
Poirot wird von Theresa und Charles engagiert, weil sie sich um ihr Erbe betrogen fühlen. Er erkennt, dass Emily Arundell mit Phosphor vergiftet wurde, was die leuchtende Erscheinung ausgelöst hat. Nach und nach geraten alle unter Verdacht. Besonders eine Frau, die eine Brosche mit den Buchstaben „TA“ trug. Alle meinen, dass es nur Theresa Arundell sein könne. Poirot kann aber schließen, dass Bella Tanios die Mörderin ist, denn die Brosche wurde im Spiegel gesehen und die Buchstaben waren somit als „AT“ zu lesen – Arabella Tanios. Da ihm sämtliche Beweise fehlen, schreibt er seine Theorie auf und gibt den Brief Bella, die sich daraufhin, von Gewissensbissen geplagt, das Leben nimmt.
Ebenfalls von ihrem Gewissen gepeinigt, entscheidet sich Miss Lawson, das Erbe mit Theresa, Charles und Bellas Kindern zu teilen. Hastings wird der neue Besitzer von Bob.

## Personen
- Hercule Poirot, der belgische Detektiv
- Emily Arundell, das Opfer
- Theresa Arundell, eine Nichte des Opfers
- Dr. Rex Donaldson, Theresas Verlobter
- Charles Arundell, ein Neffe des Opfers
- Bella Tanios, eine Nichte des Opfers
- Dr. Jacob (in der deutschen Übersetzung Basil) Tanios, Bellas Ehemann
- Wilhelmina Lawson, die Gesellschafterin des Opfers und ihre Erbin
- Captain Hastings, Poirots etwas begriffsstutziger Begleiter
- Die Geschwister Tripp (in einer deutschen Übersetzung auch Kipp), zwei Amateurspiritistinnen, deren Enthusiasmus größer ist als ihr Können

## Widmung
Christie widmete diesen Roman ihrem Foxterrier Peter, der auch auf dem Cover der englischen Originalausgabe abgebildet ist. Der Hund starb ein Jahr nach Veröffentlichung des Romans mit 14 Jahren. Auch der Roman Der blaue Express enthält eine Widmung an ihn.

## Bezüge zu anderen Werken
- Eine spiritistische Sitzung wird außer in diesem Roman auch in Das Geheimnis von Sittaford abgehalten.
- Dieser Roman gehört zu jenen Poirot-Romanen, in denen dem Täter die Möglichkeit eingeräumt wird, sich durch Suizid einer drohenden Hinrichtung zu entziehen. Dazu gehören auch Alibi und Das Haus an der Düne. Es sind jeweils Täter, bei denen ein gewisses Verständnis für ihr Motiv und dessen Vorgeschichte durchschimmert und die Poirot nicht unsympathisch sind. In Miss-Marple-Romanen kommt ein solches Mitleid nicht vor.

## Verfilmungen

### Agatha Christie’s Poirot
Der Roman wurde 1996 für die Fernsehserie Agatha Christie’s Poirot mit David Suchet als Hercule Poirot verfilmt.

### Mörderische Spiele
Stummer Zeuge, der zweite Teil (2013) der französischen Fernsehserie Mörderische Spiele, ist auch eine Adaption von "Der ballspielende Hund". Die Kriminalfälle sind für die Serie in das Frankreich der 50/60er Jahre versetzt worden – darüber hinaus sind die handelnden Personen ausgetauscht worden. So ermittelt auch nicht Hercule Poirot, sondern Kommissar Swan Laurence, der von der Lokalreporterin Alice Avril und seiner Sekretärin Marlène Leroy unterstützt wird.

## Wichtige englischsprachige und deutschsprachige Ausgaben
- 1937 Collins Crime Club (London), 5. Juli 1937
- 1937 Dodd Mead and Company (New York)
- 1938 Deutsche Erstausgabe im Talverlag (Leipzig; Wien) in der Übersetzung von Anna Schober[4]
- 2015 Neuübersetzung unter dem Titel Der Ball spielende Hund von Christa Schuenke, Hamburg: Atlantik

## Hörbücher
- 2003 Der Ball spielende Hund (6 CDs): ungekürzte Lesung. Sprecher: Martin Maria Schwarz. Regie: Hans Eckardt Verlag und Studio für Hörbuchproduktionen (Marburg/Lahn)[6]